# 王長怡
王長怡（1951年—）是一位華人免疫学家及聯合生物醫學公司（United Biomedical Inc., UBI）創辦人暨董事長。王博士已發表120餘篇科學論文，迄今為止擁有約80餘項創新性科學專利。她曾受邀在免疫學、疫苗研究、免疫治療和傳染病等領域進行過多次國際主題演講，也擔任過美國國家衛生研究院（National Institutes of Health，NIH）資助和管理的生物防禦和過敏和免疫生物學研究計畫 (BioDefense and Allergy and Immunobiology programs) 的科學審查委員。
2007年，紐約知識產權法協會（New York Intellectual Property Law Association, NYIPLA）頒贈美國年度發明人獎予王博士，表彰她在「UBITh多肽免疫原」領域的研究成果。
紐約知識產權法協會年度發明人獎旨在表揚經由創新性才華為社會做出促進科學與實用藝術進步的貢獻的個人或團體，而王博士是第一位獲得該獎項的亞洲女性 。
2018年，旨在促進多學科的腦和脊髓研究，並加速將尖端技術集成到神經科學領域的「大腦結構分析基金會(Brain Mapping Foundation)」頒予王博士技術先鋒獎，表彰她在神經退化性疾病領域中的研究成果與科學貢獻 — 開發用於治療神經退化性疾病的高精度endobody疫苗以及相關研究成果。

## 生平
王長怡出生於台灣，父親為前中華民國國民大會代表，父母與物理學家吳健雄夫婦是好友。王長怡在大學期間主修有機化學，後進入洛克菲勒大學生物醫學博士班。1980年，她上任美國史隆·凱特琳癌症研究中心分子免疫學實驗室主任。1985年，王長怡在美國紐約創辦聯合生物醫學公司，進行藥物及疫苗研發。1998年，她在台灣成立聯亞生技。

## 創業歷程
1985年王長怡博士在美國自力創立聯合生物醫學公司(United Biomedical Inc. UBI)，逐漸發展成為一個事業集團。天下雜誌曾寫道：「王博士創業初期，公司只有她和夫婿兩人。短短二十年，王長怡博士從一個小公司的創辦人，成為對生技製藥界有影響力的企業家；且以一介女性，成為生物醫學領域具影響力的發明者，實在令人敬佩。」。
2005年及2009年，UBI的愛滋病治療性疫苗研究計畫獲得美國國家衛生院近一千七百萬美元的研究獎助及『比爾蓋茲基金會』Grand Challenges Exploration 的研究獎助。
第一個開發成功的產品乃是HIV -1和HIV-2血液診斷試劑，分別於1989年和1996年獲得美國食品和藥物管理局(FDA)的核准。該HIV病毒檢測試劑後來亦被世界衛生組織WHO推薦全球使用。王博士在這一領域的其他貢獻包括利用優化過的合成肽抗原開發 HTLV I/II和HCV的血液診斷試劑，其中，HCV篩檢試劑通過歐盟CE認證，並自1991年起，透過歐洲Organon Teknika / Biomerieux公司銷售於全球市場。
應台灣經濟部和國家發展基金的力邀，王博士代表美國UBI於1998年回台成立聯亞生技公司(簡稱聯亞生技)，作為與台灣政府共同發展台灣生技產業的合資企業。2003年聯亞獲得經濟部產業科技發展獎傑出獎，2008年取得生技新藥產業發展條例之生技新藥公司資格。王博士的首要任務是將聯亞生技定位並打造成為蛋白質和單株抗體藥物開發領域的卓越中心。鑒於這個使命，她組建並領導一支由科學家和產業專家組成的團隊，以確保整合型平台技術和系列具高影響力蛋白質/單株抗體藥物產品線的建立。
抗愛滋病單株抗體UB-421為其抗體藥物研發線的首位，亦是王博士多年研發的心血結晶，已有系列論文和已核准與待批准的專利發表與保護。UB-421目前正在進行作為愛滋病標準療法HAART(俗稱雞尾酒療法)替代性療法的多國多中心III期臨床試驗，也同時進行包括功能性治癒愛滋病的其他醫療應用的研究。
除了在台灣新竹建置TFDA PIC／S 2000L GMP 認證蛋白質藥廠外, 也在中國揚州建置先進前沿的蛋白質/單株抗體藥物生產藥廠
 。

## 研究成果
王博士一直致力於發現、設計和開發包括用於治療和預防慢性和傳染性疾病的創新免疫治療劑和疫苗，以及用於監測這些疾病治療和控制情況的輔助診斷試劑。
高精度設計型胜肽疫苗與免疫治療製劑

王博士所發明以胜肽為基礎的生物製劑將免疫系統導向特定的功能性標靶點，在許多治療領域具有巨大醫療潛力。
王博士建立了具有高精準度的創新胜肽免疫原設計技術平台「UBITh」，用以開發創新型合成肽疫苗和免疫治療藥物。王博士以此技術平台成功開發的醫療產品包括應用於阿茲海默症的amyloid-β 疫苗與 Tau 蛋白疫苗、用於帕金森氏病的Alpha Synuclein蛋白疫苗、應用於治療多種過敏性疾病的IgE疫苗，以及應用於多種動物保健的疫苗產品，如可去除公豬異味的公豬免疫去勢疫苗(LHRH疫苗)、對抗豬圓環病毒(circovirus)的豬環狀病毒疫苗、預防由PRRS病毒引起之豬繁殖與呼吸綜合症的疫苗，以及預防由口蹄疫病毒引起之豬口蹄疫的疫苗。UBITh 設計型疫苗技術自2007年起即在全球最大的豬隻市場中國大陸製造銷售超過40億劑的豬口蹄合成肽疫疫苗。
輔助診斷試劑

新冠肺炎(COVID-19)疫情爆發以來，情勢嚴峻，疫情仍在全球升溫，王博士的聯亞生技已著手開發胜肽疫苗、免疫反應檢測試劑.。以合成肽為抗原的病毒抗體診斷試劑，已取得美國FDA緊急使用銷售許可上市。

## 經營權紛爭
醫藥生技大廠聯亞生技開發公司，2022年爆發創辦人王長怡與女兒胡世一經營權紛爭。2024年母再獲勝，台北地院駁回女兒派請求認可美國德州判決。

## 學術論文選列
1. Wang CY, Wong WW, Tsai HC, Chen YH, Kuo BS, Lynn S, Blazkova J, Clarridge KE, Su HW, Lin CY, Tseng FC, Lai A, Yang FH, Lin CH, Tseng W, Lin HY, Finstad CL, Wong-Staal F, Hanson CV, Chun TW, Liao MJ. Effect of anti-CD4 Antibody UB-421 on HIV-1 rebound after treatment interruption. New England Journal of Medicine. 380 (16): 1535-1545 (2019).